# هوم (كرواتيا)
هوم ((بالإنجليزية: Hum)‏؛ (بالإيطالية: Colmo)‏؛ (بالألمانية: Cholm)‏) مستوطنة تقع إداريًا في بلدة بوزت، في الجزء الأوسط من إستريا، شمال غرب كرواتيا، على بعد 7 كم من روك. ارتفاعها 349 م. وهي أصغر مدينة في العالم، تتكون من شارعين فقط و3 صفوف من المنازل الحجرية، ويبلغ عدد سكانها 30 نسمة حسب تعداد 2011. ووفقًا لتعداد عام 1921، فإن 100٪ من السكان يتحدثون اللغة الإيطالية.